# ’s-Hertogenbosch vasútállomás
’s-Hertogenbosch egy vasútállomás Hollandiában.

## Vasútvonalak
Az állomást az alábbi vasútvonalak érintik:
- Utrecht–Boxtel-vasútvonal
- Tilburg–Nijmegen-vasútvonal

## Kapcsolódó állomások
A vasútállomáshoz az alábbi állomások vannak a legközelebb:
- Zaltbommel vasútállomás
- 's-Hertogenbosch Oost vasútállomás
- Tilburg vasútállomás
- Vught vasútállomás